# Przejście dookoła Kotliny Jeleniogórskiej
Przejście Dookoła Kotliny Jeleniogórskiej im. Daniela Ważyńskiego i Mateusza Hryncewicza – coroczny rajd turystyczny organizowany przez Grupę Karkonoską GOPR (po 2016 roku przez Fundację Przejście Kotliny) dla uczczenia pamięci ratowników zabranych przez lawinę w Kotle Małego Stawu 8 lutego 2005.
Pierwsze przejście odbyło się w roku 2004 z inicjatywy Daniela Ważyńskiego, od roku 2005 po tragicznym wypadku rajd stał się formą pamięci o zmarłych ratownikach.

## Opis
Przejście Kotliny jest imprezą niekompetytywną, której uczestnicy mają za zadanie przejście trasy dookoła Kotliny Jeleniogórskiej w ściśle określonym limicie czasowym (48 godzin), nie korzystając z żadnych środków lokomocji. Trasa zawsze jest zamknięta w cykl, którego początkiem i końcem jest dolna stacja kolei linowej na Szrenicę w Szklarskiej Porębie i który przechodzi przez cztery pasma górskie otaczające Kotlinę Jeleniogórską – Karkonosze, Rudawy Janowickie, Góry Kaczawskie i Góry Izerskie.
Wraz z główną imprezą, tj. Przejściem Dookoła Kotliny w tym samym czasie odbywają się również imprezy towarzyszące - Połowa Przejścia (na dystansie o połowę krótszym) oraz Małe Przejście (dedykowane rodzinom z dziećmi - krótka wyprawa z przewodnikiem).

## Trasa
Każde z czterech przejść do 2007 r. odbywało się na nieco innej trasie. Ostatecznie trasa wiedzie następującymi punktami:
| Nazwa miejsca                         | Kilometr trasy (km) | Wysokość n.p.m. (m) | Proporcjonalny czas (h) |
| ------------------------------------- | ------------------- | ------------------- | ----------------------- |
| Szklarska Poręba/Dolna stacja wyciągu | 0                   | ok. 700             | 0:00                    |
| Hala Szrenicka                        | 6                   | 1200                | 2:00                    |
| Przełęcz Karkonoska                   | 16                  | 1150                | 5:15                    |
| Śnieżka                               | 24                  | 1603                | 8:00                    |
| Przełęcz Okraj                        | 32                  | 1046                | 10:30                   |
| Skalnik                               | 43                  | 935                 | 14:15                   |
| Zamek Bolczów                         | 52                  | ok. 585             | 17:30                   |
| Różanka                               | 57                  | 628                 | 19:00                   |
| Przełęcz Widok                        | 71                  | 582                 | 24:00                   |
| Okole                                 | 77                  | 714                 | 26:00                   |
| Szybowcowa Góra                       | 87                  | 561                 | 29:00                   |
| „Perła Zachodu”                       | 95                  | ok. 360             | 32:00                   |
| Bobrowe Skały                         | 109                 | ok. 600             | 36:00                   |
| Zakręt Śmierci                        | 114                 | ok. 790             | 38:00                   |
| Wysoki Kamień                         | 117                 | ok. 1050            | 40:00                   |
| Jakuszyce                             | 129                 | ok. 880             | 44:00                   |
| Szklarska Poręba/Dolna stacja wyciągu | 140                 | ok. 700             | 48:00                   |

Tradycyjnie terminem marszu jest trzeci weekend września.

## Historia
Z początku Przejście Dookoła Kotliny Jeleniogórskiej było zamkniętą imprezą osób związanych z GOPR, w wyniku czego w pierwszych dwóch rajdach wzięło udział odpowiednio 3 (2004) oraz 5 (2005) osób. Dopiero od roku 2006 Przejście dookoła Kotliny Jeleniogórskiej stało się imprezą ogólnodostępną, co poskutkowało dużym wzrostem liczby uczestników do 22 (2006), 115 (2007), 161 (2008) oraz 236 (2009). W roku 2021 w Przejściu wystartowało 500 osób, z czego do mety w regulaminowym czasie 48 godzin dotarły 194 osoby. 

## Statystyki
Przejście dookoła Kotliny Jeleniogórskiej jest rajdem dość ekstremalnym, więc wielu osobom nie udaje się ukończyć próby. W latach 2004–2007 statystyki wyglądały następująco:
| Liczba osób, która wzięła udział w Przejściu dookoła Kotliny Jeleniogórskiej                   | 130 osób                                                            |
| Liczba osób, które ukończyły Przejście dookoła Kotliny Jeleniogórskiej                         | 24 osoby                                                            |
| Liczba osób, które ukończyły więcej niż jednokrotnie Przejście dookoła Kotliny Jeleniogórskiej | 1 osoba                                                             |
| Liczba kobiet, które ukończyły Przejście dookoła Kotliny Jeleniogórskiej                       | 2 kobiety                                                           |
| Wiek najstarszego uczestnika, który ukończył Przejście dookoła Kotliny Jeleniogórskiej         | 70 lat                                                              |
| Czas najszybszego Przejścia dookoła Kotliny Jeleniogórskiej                                    | 19:55 h w 2012 roku 19:29 h 2013 (przebieg trasy w odwrotną stronę) |

| Rok próby | Liczba uczestników | Ukończyło w czasie | Procentowo ukończyło |
| --------- | ------------------ | ------------------ | -------------------- |
| 2004      | 3                  | 0                  | 0%                   |
| 2005      | 5                  | 2                  | 40%                  |
| 2006      | 22                 | 6                  | 27%                  |
| 2007      | 115                | 17                 | 14%                  |
| 2008      | 161                | 36                 | 22%                  |
| 2009      | 236                | 95                 | 40%                  |
|           |                    |                    |                      |
| 2020      | 497                | 251                | 51%                  |
| 2021      | 500                | 194                | 39%                  |